# Charles-Constant Jolivet
Charles-Constant Jolivet (Pont-l'Abbé, 1 de septiembre de 1826 - Durban, 15 de septiembre de 1903) fue un sacerdote católico francés, oblato de María Inmaculada, vicario apostólico de Natal en Sudáfrica.

## Biografía
Charles-Constant Jolivet nació en el municipio de Pont-l'Abbé, en el departamento de Finisterre (Francia), el 1 de septiembre de 1826, siendo el segundo de los doce hijos de Sophie Farcy y François Jolivet. Realizó sus primeros estudios en el seminario menos de Pont-Croix (1839-1844) y luego pasó al seminario mayor de Quimper (1844-1848). Al terminar la teología conoció a los Misioneros Oblatos de María Inmaculada a través de las conferencias del sacerdote Léonard Baveux y decidió ingresar a la congregación. Comenzó su noviciado en Nancy el 9 de marzo de 1848 e hizo su profesión religiosa (oblación) el 10 de marzo de 1849. Fue ordenado sacerdote el 3 de mayo de 1849 por el obispo Alexis-Basile-Alexandre Menjaud de la Diócesis de Nancy.
Inmediatamente después de la ordenación, Jolivet fue enviado a su primera misión en Inglaterra. Primero estuvo en Everingham (1849-1857) y después fue superior de la comunidad de Liverpool (1857-1867). En el capítulo general de 1867, celebrado en Autun, fue elegido asistente general de la congregación. Durante su gobierno, visitó las comunidades de Columbia Británica.
El 15 de septiembre de 1874, Jolivet fue nombrado vicario apostólico de Natal (hoy arquidiócesis de Durban) y obispo titular de Bellina, por el papa Pío IX. Fue consagrado el 30 de noviembre del mismo año, de manos de Joseph Hippolyte Guibert, arzobispo de París. Durante su episcopado se preocupó por visitar todas las comunidades católicas de su vasto territorio, abrió escuelas católicas y algunos hospitales, se preocupó por formar nuevas jurisdicciones eclesiásticas, construyó iglesias y capillas e invitó a varias congregaciones religiosas a fundar en el vicariato, tales como Hermanas de la Sagrada Familia de Burdeos, la Orden de San Agustín, la Congregación de Santa Catalina de Siena de King William's Town, las Hermanas de la Santa Cruz, las Hijas de Jesús de Kermaria, las Hermanas de Nazaret y la Orden de la Trapa. Jolivet apoyó incluso la fundación de congregaciones nativas como la Congregación de Santa Catalina de Siena de Oakford y los Misioneros de Mariannhill. A causa de una prostatitis murió en Durban el 15 de septiembre de 1903.